# José Lago Millán
José Lago Millán est un entraîneur espagnol de football. Il a dirigé la sélection argentine et remporta la Copa América 1927 et la médaille d'argent aux Jeux olympiques 1928. Il est l'adjoint de Manuel Seoane lors de la Copa América 1937.

## Palmarès
- Copa América
  - Vainqueur en 1927
- Jeux olympiques
  - Médaille d'argent en 1928